# Кордильєра-де-Вільканота
Кордильєра-де-Вільканота (ісп. Cordillera de Vilcanota) — гірський хребет Анд в південно-східній частині Перу, що разом із Кордильєра-де-Карабая починається від вузла Вільнакота (біля гори Аусанґате), на широті 15° пд. ш. Оточений долинами річок Паукартамбо (Яверо) і Янатіті-віль-Канота (річкова система Урубамби). Довжина 250 км. Складається переважно докембрійськими і нижньопалеозойськими породами. Схили вкриті гірськими волигими тропічними лісами.
| Перу | Це незавершена стаття з географії Перу. Ви можете допомогти проєкту, виправивши або дописавши її. |